# Rete 4
Rete 4 is een Italiaanse commerciële televisiezender, onderdeel van het bedrijf Mediaset van Silvio Berlusconi. De zender werd in 1982 gestart door de uitgever Mondadori, maar na enkele jaren van grote financiële verliezen door de hevige concurrentiestrijd tussen de commerciële zenders, moest de zender uiteindelijk verkocht worden in 1986 aan de Fininvest-Groep van Silvio Berlusconi.   Fininvest bracht Rete 4 - net als de andere tv-activiteiten onder bij het beursgenoteerde Mediaset. Fininvest is echter nog steeds de grootste aandeelhouder van Mediaset.
De directeur van Rete 4 is nu Sebastiani Lombardi. De zender is na Rai Uno en Canale 5 de meest bekeken zender van Italië en vooral geliefd bij 65-plussers.

## Enkele bekende programma's van Rete 4
- 24, actieserie (tot en met seizoen 4)
- Appuntamento con la storia, cultuur
- Charlie's Angels, telefilm
- Colombo, telefilm
- Detective Monk
- Ellery Queen, telefilm
- Febbre d'amore, soap
- Forum, show
- Genius, quiz
- Ieri e Oggi in TV, magazine
- Il Buongiorno di Mediashopping, magazine
- Il commissario Cordier, telefilm
- L'antipatico, magazine
- Law and Order, telefilm
- Liberi tutti, talkshow
- Melaverde, magazine
- Peste e Corna, Magazine
- Pianeta mare, magazine
- Pressing Champions League, sport
- Saint Tropez, soap
- Secondo voi, magazine
- Sentieri, soap
- Sipario, magazine
- Soldinostri - l'economia di tutti i giorni, nieuws
- Stranamore, show
- Tg4, nieuws
- Top secret, magazine
- TV Moda, magazine
- Walker Texas Ranger, telefilm
- West Wing, telefilm